# Colli Martani Vernaccia
Il Colli Martani Vernaccia è un vino passito rosso DOC la cui produzione è consentita in alcune zone della provincia di Perugia (ovvero Gualdo Cattaneo, Giano dell'Umbria e parte del territorio dei comuni di Todi, Massa Martana, Monte Castello di Vibio, Montefalco, Castel Ritaldi, Spoleto, Bevagna, Cannara, Bettona, Deruta e Collazzone). Il Decreto del Ministero delle politiche agricole alimentari e forestali del 6 giugno 2009 modifica il disciplinare di produzione dei vini della denominazione di origine controllata "Colli Martani" aggiungendo fra gli appelattivi DOC anche la Vernaccia ottenuta dal relativo vitigno Vernaccia Nera o Vernaccia.
Prima del 2009 la Vernaccia era riconosciuta solo come vitigno dal quale si poteva ottenere del vino rosso passito IGT

## Caratteristiche organolettiche
- colore: rosso rubino.
- odore: fruttato con caratteristica nota di passito.
- sapore: dolce, più o meno tannico secondo l'annata, fresco e fruttato.

## Storia
Il nome Vernaccia sembra derivare dalla parola latina vernum (inverno) in quanto il vino viene lavorato nei mesi invernali dopo un periodo di appassimento di circa 2-3 mesi. Si trova una descrizione della Vernaccia, già sul finire dell'Ottocento, in una relazione sulle Condizioni agricole economiche del territorio di Cannara di Giulio Baldaccini (1882). In tale documento si parla in particolare della Vernaccia di Cannara, dove tale vino rappresenta ancora oggi un tipico prodotto locale insieme alla cipolla di Cannara. Baldaccini riferisce di una pratica vinicola di tipo tradizionale che avrebbe compreso una varietà innumerevole di uve dolci, ora quasi tutte sostituite dal vitigno Vernaccia chiamato localmente anche Cornetta:
(dalla relazione sulle Condizioni agricole economiche del territorio di Cannara, Giulio Baldaccini - Foligno, 1882)

## La Vernaccia di Cannara
Questa variante rappresenta la Vernaccia più famosa della zona tanto che l'art. 2 del Decreto Ministeriale del 6 giugno 2009 prevede espressamente la possibilità di aggiungere il riferimento geografico "Cannara" qualora tale vino venga prodotto e vinificato nel comune di Cannara. Solo parte del territorio comunale rientra però nel disciplinare DOC: in particolare la porzione di suolo agricolo al di sopra della strada provinciale SP403 che congiunge Passaggio di Bettona a Bevagna.
Il vitigno utilizzato per la Vernaccia di Cannara è autoctono e localmente è chiamato anche Cornetta. Il nome sembra nascere dal fatto che gli acini di questa uva, quando non ancora a piena maturazione, assumono una forma simile ad un piccolo corno, per poi allungarsi ed ovalizzarsi nella fase finale della maturazione. Questa uva viene raccolta e posta ad appassire su dei telai riparati dalle intemperie per almeno due-tre mesi e poi vinificata. L'appassimento avviene con i grappoli integri mentre la vinificazione è effettuata con le sole bacche senza i graspi. Il disciplinare DOC "Colli Martani" prevede che l'appassimento avvenga anche sulla pianta stessa, pratica che però non risulta impiegata per la Vernaccia di Cannara.
La tradizione contadina vuole che la Vernaccia di Cannara] quella dell'ultima vendemmia, venga assaggiata la mattina del giorno di Pasqua, durante un'abbondante colazione con la tradizionale torta al formaggio, capocollo e uova sode.

## Cosa prevede il disciplinare
Perché il vino possa chiamarsi "Colli Martani Vernaccia" il disciplinare DOC impone l'impiego del vitigno Vernaccia per almeno l'85% dell'uvaggio, il restante può essere costituito anche da altre uve sempre a bacca rossa e comunque coltivate nei comuni riportati sul disciplinare DOC "Colli Martani".
Il rendimento reale è pari circa a 8 tonnellate per ettaro, ma secondo il disciplinare DOC "Colli Martani", se ne possono usare per l'appassimento solo 6 a seguito di cernita.
Le bottiglie o i recipienti non devono superare la capacità massima di 0,750 l e devono essere confezionati secondo i tradizionali caratteri di un vino di pregio e possono essere chiusi o con tappo raso bocca o a fungo per lo spumante o con tappo a vite tipologia "Pilfer Prof" e similari.